# Pallenopsis villosa
Pallenopsis villosa is een zeespin uit de familie Pallenopsidae. De soort behoort tot het geslacht Pallenopsis. Pallenopsis villosa werd in 1907 voor het eerst wetenschappelijk beschreven door Hodgson. 